# Democratització de la tecnologia
La democratització de la tecnologia es coneix com el procés pel qual les tecnologies de la informació i la comunicació (TIC) deixen de ser propietat d'una elit privada o grup reduït de persones, per passar a ser-ho de tots els sectors de la societat. Concretament, ja no són els professionals els que fan ús d'internet i les telecomunicacions sinó que qualsevol persona hi té accés, sense importar l'edat, la classe social, el sector o els mitjans disponibles, entre d'altres.

## Era digital[2]
L'aparició i incorporació de les tecnologies de la informació i la comunicació (TIC) han protagonitzat un canvi en la societat de finals del segle XX i principis del segle xxi. Des de la creació de l'ordinador o les xarxes de comunicacions i el consegüent desenvolupament d'altres aplicacions digitals, la manera amb la qual la comunitat mundial evoluciona, ha canviat totalment.
Anteriorment, els recursos tecnològics eren propietat dels experts en tecnologia i la informació que aquesta podia proporcionar, només es trobava a l'abast d'uns pocs. Ara bé, iniciat l'any 2000, és evident un procés de democratització de la tecnologia constant que permet l'arribada i l'expansió d'aquesta informació de manera mundial.
De fet, invents com l'ordinador o el telèfon intel·ligent, són alguns dels responsables que avui dia permeten un ús col·lectiu de les tecnologies, ja que la seva creació ha permès el desenvolupament d'internet, un element a tenir en compte pel seu impacte en altres sectors com l'economia o les relacions socials.

### Internet i les xarxes socials
La interconnexió entre ordinadors de manera global és una de les eines claus per entendre aquesta democratització. Gràcies a la corresponent xarxa virtual pública, ha estat possible la creació d'un espai on cada persona té accés a una enorme quantitat de continguts disponibles sobre qualsevol temàtica. En conseqüència, milions de persones han estat capaces d'aprendre més sobre la tecnologia i adquirir habilitats que les permetin desenvolupar-se en aquest àmbit, arribant a l'altura de professionals del sector.
No obstant això, l'aparició de les xarxes socials també té un paper clau en aquest procés. Amb l'entrada en servei de Fotolog (2002) i Facebook (2004), s'inicià una nova manera de relacionar-se amb les persones de forma immediata, a qualsevol hora i internacionalment. Seguidament, Instagram (2010) va consolidar un altre tipus de democratització que ja es feia present amb les anteriors xarxes socials: la democratització de la fotografia. La plataforma digital dedicada exclusivament a la publicació d'imatges va permetre que, avui dia, tothom pugui ser fotògraf, tenint en compte la qualitat de les càmeres incorporades als nous telèfons intel·ligents, similar a la d'una càmera fotogràfica.
D'altra banda, YouTube (2005) destacà amb el seu servei en línia de publicació i visualització de vídeos, una altra plataforma que deixava la porta oberta a continguts de tota mena i creadors amateurs que desitgessin compartir les seves creacions. Amb relació a Youtube, Spotify (2006) i Soundcloud (2007) han esdevingut mitjans on qualsevol persona pot escoltar o publicar pistes musicals per donar-se a conèixer, acabant amb el monopoli de les grans estrelles de la música.
Finalment, cal destacar que l'impacte en les relacions sentimentals ha estat present també. Plataformes com Badoo (2006), Grindr (2009) o Tinder (2012) permeten el contacte amb un gran nombre de persones properes en un rang de distància limitat amb l'objectiu de realitzar trobades o tenir cites.

### Economia i procés productiu
L'economia és un altre dels camps de la societat que ha estat afectat per la democratització tecnològica a causa de l'aplicació útil que han tingut la informàtica, la microelectrònica o les telecomunicacions. Entre els resultats obtinguts, s'observa el desenvolupament d'un nou tipus de sistema econòmic basat en la digitalització i els seus usos productius. És important emfatitzar en aquest procés de digitalització pel fet que és un factor essencial a l'hora de realitzar transaccions, inversions o compres, que a la vegada afavoreixen el creixement de l'oferta i la demanda, així com una millora en les relacions entre client i proveïdor. En conjunt, la tecnologia ha donat un impuls al mercat proporcionant-li característiques com el consum abusiu o l'aprovisionament de mercaderies de forma internacional.
Altrament, l'abast tan ampli de coneixement i la suma de les característiques anteriorment esmentades, han permès una millora a l'hora d'analitzar el mercat i quins són els trets que l'identifiquen, factor que influeix en un procés productiu especialitzat i que, amb les noves tecnologies formant-hi part, sigui de qualitat.

### Impacte polític
Alguns experts han debatut sobre si l'era tecnològica contribuirà a una tercera onada de democràcia. Internet, durant les últimes dècades, ha sigut reconegut pel seu rol en incrementar la reivindicació ciutadana, així com la transparència governamental. Jesse Chen, un líder y especialista en compromís (engagement) democràtic de les tecnologies, fa una distinció entre els efectes democratitzadors de les tecnologia i la pròpia tecnologia. Chen argumenta que, encara que Internet pugui tenir efectes democratitzadors, el mateix Internet no pot atorgar democràcia a tots els nivells de la societat a menys que les tecnologies estiguin específicament enfocades cap a la democràcia, sobre tot pel que fa al compromís de grans grups de persones a causa d'eleccions pertanyents a l'àmbit polític o d'altres.
La difusió d'Internet i altres formes de la tecnologia ha derivat en una globalització de la connectivitat. Molts experts creuen que això es relaciona al desenvolupament del món, no únicament influenciat per Occident, sinó que també s'associa a l'expansió de la democràcia mitjançant l'increment de la comunicació, l'eficiència i l'accés a la informació. De fet, s'han detectat relacions entre el nivell tecnològic de connectivitat i la democràcia a diversos països.
Per tant, la tecnologia també pot contribuir a enaltir la democràcia als països desenvolupats. A més a més, això deriva, fins i tot, en la possibilitat de celebrar eleccions online per tal d'adaptar-se a la comoditat dels ciutadans i ser més inclusius.